# مرزبان (سنقر)
مرزبان یک روستا در ایران است که در بخش مرکزی شهرستان سنقر در استان کرمانشاه واقع شده‌است.

## جمعیت
این روستا در دهستان گاورود قرار دارد و براساس سرشماری مرکز آمار ایران در سال ۱۳۸۵، جمعیت آن ۱۸۳ نفر (۳۴ خانوار) بوده‌است.